# جرج سلیگمن
جرج سلیگمن (به انگلیسی: George Seligman) (زاده ۳۰ آوریل ۱۹۲۷ درنیویورک)ریاضیدان اهل آمریکا است. سلیگمن بیشتر به دلیل کارهایش در نظریه جبرهای لی نامبردار است. او که شاگرد ناتان جیکوبسون در دانشگاه ییل بود، پس از دانش آموختگی از دوره دکترا به دانشگاه پرینستون رفت و سپس یکچند در دانشگاه مونستر به کار پرداخت. از شاگردان وی میتوان جیمز هامفریز و دانیل ناکانو را برشمرد.